# Tricypha nigrescens
Tricypha nigrescens là một loài bướm đêm thuộc phân họ Arctiinae, họ Erebidae.